# Фідра
Фідра (англ. Fidra) — невеликий острів вулканічного походження в Шотландії. Входить до складу округа Східний Лотіан. Так само як і на інших островах затоки, на Фідрі існує численна колонія морських птахів. В наш час[коли?] острів знаходиться під охороною організації RSPB — Королівського суспільства охорони птахів. Також на острові знаходиться автоматичний маяк.
| Велика Британія | Це незавершена стаття з географії Великої Британії. Ви можете допомогти проєкту, виправивши або дописавши її. |

| Острів | Це незавершена стаття про острів, чи острови. Ви можете допомогти проєкту, виправивши або дописавши її. |